# Buthus ajax
Buthus ajax es una especie de escorpión del género Buthus, familia Buthidae. Fue descrita científicamente por C. L. Koch en 1839.
Se distribuye por España. La especie se mantiene activa durante los meses de enero, febrero, marzo, abril, mayo, junio, agosto y octubre.